# Dicranomyia (Caenoglochina) wirthiana
Dicranomyia (Caenoglochina) wirthiana is een tweevleugelige uit de familie steltmuggen (Limoniidae). De soort komt voor in het Neotropisch gebied.